# Lista de municípios fronteiriços do Brasil por densidade demográfica
Lista de municípios fronteiriços do Brasil por densidade demográfica, em ordem decrescente, baseada nos dados da contagem da população e estimativa do IBGE 2007.
| Posição - Município              | Estado             | Densidade (hab/km2) |
| -------------------------------- | ------------------ | ------------------- |
| Foz do Iguaçu                    | Paraná             | 503,70              |
| Marechal Rondon                  | Paraná             | 59,57               |
| Santo Antônio do Sudoeste        | Paraná             | 56,94               |
| Barracão                         | Paraná             | 55,04               |
| Itapiranga                       | Santa Catarina     | 54,42               |
| Guaíra                           | Paraná             | 51,12               |
| São José do Cedro                | Paraná             | 48,92               |
| Capanema                         | Paraná             | 43,20               |
| Crissiumal                       | Rio Grande do Sul  | 40,67               |
| Planalto                         | Paraná             | 39,44               |
| Dionísio Cerqueira               | Santa Catarina     | 39,13               |
| Porto Xavier                     | Rio Grande do Sul  | 38,63               |
| Tunápolis                        | Santa Catarina     | 34,96               |
| Pato Bragado                     | Paraná             | 34,30               |
| Pérola d'Oeste                   | Paraná             | 34,20               |
| Mundo Novo                       | Mato Grosso do Sul | 33,33               |
| Guaraciaba                       | Santa Catarina     | 32,03               |
| Entre Rios do Oeste              | Paraná             | 31,49               |
| Princesa                         | Santa Catarina     | 30,27               |
| Santa Helena                     | Santa Catarina     | 30,08               |
| Santa Helena                     | Paraná             | 30,07               |
| São Miguel do Iguaçu             | Paraná             | 29,77               |
| Tiradentes do Sul                | Rio Grande do Sul  | 29,60               |
| Belmonte                         | Santa Catarina     | 28,52               |
| Bagé                             | Rio Grande do Sul  | 27,47               |
| Chuí                             | Rio Grande do Sul  | 26,00               |
| Pranchita                        | Paraná             | 25,71               |
| Itaipulândia                     | Paraná             | 25,53               |
| Porto Mauá                       | Rio Grande do Sul  | 24,19               |
| Mercedes                         | Paraná             | 23,44               |
| Paraíso                          | Santa Catarina     | 23,43               |
| Alecrim                          | Rio Grande do Sul  | 23,35               |
| Esperança do Sul                 | Rio Grande do Sul  | 23,27               |
| Porto Lucena                     | Rio Grande do Sul  | 22,52               |
| Bom Jesus do Sul                 | Paraná             | 22,04               |
| Uruguaiana                       | Rio Grande do Sul  | 21,64               |
| Doutor Maurício Cardoso          | Rio Grande do Sul  | 21,46               |
| Roque Gonzales                   | Rio Grande do Sul  | 21,02               |
| Bandeirante                      | Santa Catarina     | 20,73               |
| Novo Machado                     | Rio Grande do Sul  | 19,38               |
| Porto Vera Cruz                  | Rio Grande do Sul  | 18,28               |
| Japorã                           | Mato Grosso do Sul | 17,52               |
| São Borja                        | Rio Grande do Sul  | 17,10               |
| Tabatinga                        | Amazonas           | 14,04               |
| Jaguarão                         | Rio Grande do Sul  | 13,60               |
| Coronel Sapucaia                 | Mato Grosso do Sul | 13,58               |
| Ponta Porã                       | Mato Grosso do Sul | 13,54               |
| Sete Quedas                      | Mato Grosso do Sul | 12,90               |
| São Nicolau                      | Rio Grande do Sul  | 12,18               |
| Sant'Ana do Livramento           | Rio Grande do Sul  | 12,01               |
| Porto Velho                      | Rondônia           | 10,83               |
| Itaqui                           | Rio Grande do Sul  | 10,68               |
| Pirapó                           | Rio Grande do Sul  | 10,23               |
| Derrubadas                       | Rio Grande do Sul  | 9,35                |
| Cruzeiro do Sul                  | Acre               | 9,33                |
| Serranópolis do Iguaçu           | Paraná             | 8,94                |
| Epitaciolândia                   | Acre               | 8,59                |
| Paranhos                         | Mato Grosso do Sul | 8,51                |
| Plácido de Castro                | Acre               | 8,43                |
| Dom Pedrito                      | Rio Grande do Sul  | 7,34                |
| Acrelândia                       | Acre               | 7,31                |
| Antônio João                     | Mato Grosso do Sul | 7,29                |
| Quaraí                           | Rio Grande do Sul  | 7,16                |
| Santa Vitória do Palmar          | Rio Grande do Sul  | 5,94                |
| Aral Moreira                     | Mato Grosso do Sul | 5,57                |
| Cabixi                           | Rondônia           | 5,00                |
| Capixaba                         | Acre               | 4,93                |
| Bela Vista                       | Mato Grosso do Sul | 4,67                |
| Brasileia                        | Acre               | 4,39                |
| Garruchos                        | Rio Grande do Sul  | 4,32                |
| Herval                           | Rio Grande do Sul  | 3,90                |
| Rodrigues Alves                  | Acre               | 3,76                |
| Barra do Quaraí                  | Rio Grande do Sul  | 3,57                |
| Cáceres                          | Mato Grosso        | 3,45                |
| Alta Floresta d'Oeste            | Rondônia           | 3,37                |
| Benjamin Constant                | Amazonas           | 3,32                |
| São Francisco do Guaporé         | Rondônia           | 3,30                |
| Mâncio Lima                      | Acre               | 2,95                |
| Alto Alegre dos Parecis          | Rondônia           | 2,93                |
| Aceguá                           | Rio Grande do Sul  | 2,66                |
| Santo Antônio do Içá             | Amazonas           | 2,37                |
| Nova Mamoré                      | Rondônia           | 2,10                |
| Assis Brasil                     | Acre               | 1,86                |
| Pedras Altas                     | Rio Grande do Sul  | 1,84                |
| Poconé                           | Mato Grosso        | 1,80                |
| Corumbá                          | Mato Grosso do Sul | 1,74                |
| Caracol                          | Mato Grosso do Sul | 1,73                |
| Marechal Thaumaturgo             | Acre               | 1,68                |
| Óbidos                           | Pará               | 1,66                |
| Porto Esperidião                 | Mato Grosso        | 1,65                |
| Guajará                          | Amazonas           | 1,58                |
| Guajará-Mirim                    | Rondônia           | 1,58                |
| Sena Madureira                   | Acre               | 1,35                |
| Porto Walter                     | Acre               | 1,33                |
| Feijó                            | Acre               | 1,29                |
| Bonfim                           | Roraima            | 1,26                |
| Laranjal do Jari                 | Amapá              | 1,21                |
| Jordão                           | Acre               | 1,11                |
| Costa Marques                    | Rondônia           | 1,07                |
| Normandia                        | Roraima            | 1,02                |
| Vila Bela da Santíssima Trindade | Mato Grosso        | 1,01                |
| Uiramutã                         | Roraima            | 0,91                |
| Oiapoque                         | Amapá              | 0,84                |
| Porto Murtinho                   | Mato Grosso do Sul | 0,83                |
| Comodoro                         | Mato Grosso        | 0,82                |
| Manoel Urbano                    | Acre               | 0,76                |
| Santa Rosa do Purus              | Acre               | 0,66                |
| Caroebe                          | Roraima            | 0,58                |
| Alto Alegre                      | Roraima            | 0,56                |
| Oriximiná                        | Pará               | 0,51                |
| Almeirim                         | Pará               | 0,42                |
| Iracema                          | Roraima            | 0,41                |
| Pimenteiras do Oeste             | Rondônia           | 0,39                |
| Caracaraí                        | Roraima            | 0,37                |
| São Gabriel da Cachoeira         | Amazonas           | 0,35                |
| Amajari                          | Roraima            | 0,26                |
| Santa Isabel do Rio Negro        | Amazonas           | 0,26                |
| Barcelos                         | Amazonas           | 0,20                |
| Atalaia do Norte                 | Amazonas           | 0,17                |
| Pacaraima                        | Roraima            | 0,10                |
| Japurá                           | Amazonas           | 0,09                |